# Mahatsara Iefaka
Mahatsara Iefaka è una città e comune del Madagascar situata nel distretto di Mananjary, regione di Vatovavy-Fitovinany. 
La popolazione del comune rilevata nel censimento 2001 era pari a 4 651 unità.